# 야프주립병원
야프주립병원(영어: Yap state hospital)은 미크로네시아 연방 야프주에 위치한 주립병원이다.